# Parafia Świętych Apostołów Szymona i Judy Tadeusza w Żarkach
Parafia Świętych Apostołów Szymona i Judy Tadeusza – rzymskokatolicka parafia znajdująca się w Żarkach. Należy do dekanatu Żarki archidiecezji częstochowskiej. Została utworzona między 1325 a 1382. Kościół parafialny został zbudowany w latach 1518–1523, przebudowany w latach 1846–1847.